# Diplazium decurrentia-alatum
Diplazium decurrentia-alatum là một loài dương xỉ trong họ Athyriaceae. Loài này được Koidz. mô tả khoa học đầu tiên..
Danh pháp khoa học của loài này chưa được làm sáng tỏ. 